# Giovanni da Efeso
Giovanni da Efeso (Amida, 507 circa – 588 circa) è stato un vescovo e storico siro.

## Biografia
Chiamato anche Giovanni d'Asia; storico siro e importante rappresentante della chiesa monofisita.
Nato nel 507 circa a Amida (Diyarbakır), città del nord della Mesopotamia (oggi nel sud della Turchia), di lingua siriaca, venne consacrato diacono nel 529. Sappiamo di un suo viaggio in Palestina nel 534 e a Costantinopoli nel 535, forse a seguito di persecuzioni.
Circa nel 540 era ad Amida durante la dura persecuzione dei monofisiti attuata da Efrem patriarca di Antiochia (528-546) e Abramo, vescovo di Amida (520-541); e lasciò la città probabilmente a causa dell'epidemia detta peste di Giustiniano del 542, per trasferirsi a Costantinopoli dove conosce Giacomo Baradeo, fondatore della Chiesa ortodossa siriaca chiamata in suo onore "Chiesa giacobita".
Guadagnata la fiducia dell'Imperatore Giustiniano, svolse, dal 542, una campagna in Asia Minore contro i resti del paganesimo e la presenza degli Zoroastriani. La compagna portò alla conversione alla fede cristiana di 70.000 anime in Asia, Caria, Lidia e Frigia e alla costruzione di 41 chiese a spese dei convertiti, mentre altre 55 furono donate dall'imperatore in Lidia, Caria e Frigia. Le chiese furono in genere costruite sopra templi pagani. Fu anche costruito, tra gli altri, il grande monastero di Tralles (oggi Aydın) su una collina che domina la valle del Meandro.
In quegli anni guidò una spedizione a Pepuza, città della Frigia ancora non ben localizzata, considerata dai Montanisti la nuova Gerusalemme, per reprimere la setta, distruggere il locale tempio con le tombe dei fondatori Montano, Priscilla e Massimilla e bruciarne i resti.
Nel 722 Leone III Isaurico emanò un editto per imporre il battesimo ad Ebrei, Manichei e Montanisti; si tratta dell'unica traccia dei Montanisti successiva alla repressione di Giovanni, ma più probabilmente non riguarda propriamente i Montanisti ma altre eresie, i Pauliciani ad esempio.
Ritornò a Costantinopoli nel 546 per preoccuparsi, su incarico di Giustiniano, della repressione delle tradizioni pagane nelle classi elevate (grammatici, sofisti, medici e soprattutto Foca, prefetto della città); cosa che fece con incarcerazioni, umiliazioni e con roghi di libri e di immagini di idoli (testimonianza di Giovanni Malalas per il 558).
Nel 558 fu ordinato vescovo della Chiesa monofisita di Efeso da Giacomo Baradeo
Nel 565 egli stesso ci dice che era il principale responsabile delle entrate della Chiesa Monofisita.
Le sue fortune cambiarono con la morte di Giustiniano (565) e la salita al trono di Giustino II.
Nel 571, con l'appoggio dell'Imperatore, il patriarca di Costantinopoli, Giovanni III Scolastico iniziò una dura persecuzione dei capi della Chiesa Monofisita. Giovanni né subì le pesanti conseguenze con la perdita dei diritti civili e la prigione, come egli stesso narra.
Gli ultimi eventi narrati nella sua storia sono relativi al 588; non sappiamo nulla della sua morte, probabilmente avvenuta poco dopo.

## Opere
Giovanni da Efeso fu autore di due opere, entrambe scritte in lingua siriaca: 
- Biografie di santi dell'Est

Furono scritte circa nel 569 e contengono una serie di ritratti di religiosi monofisiti.
- Storia della Chiesa, divisa tre parti, che inizia con Giulio Cesare per terminare nel 588, probabile anno della morte.[2]

1. Non ci sono rimaste tracce della prima parte. 
2. La seconda parte, da Teodosio II ai primi anni di Giustino II, è stata ritrovata in manoscritti del British Museum e nel Codex Zuquenensis conservato in Vaticano. L'autore segnala tra i primi l'apparizione degli Slavi: 
3. La terza parte riguarda, in dettaglio, gli eventi dal 571 al 588 ed è preziosa per le informazioni sul movimento monofisita. Esiste una copia del VII secolo al British Museum; un'altra copia è stata ritrovata nel convento della Madonna Deipara nel deserto di Scete in Egitto.

### Fonti primarie
- (EN) Robert Payne Smith, The third part of the Ecclesiastical History of John bischop of Ephesus, Oxford, 1860.
- (EN) Amir Harrak, The Chronicle of Zuqnin, Parts III and IV, Rome, Pontifical Institute of Mediaeval Studies, 1999, ISBN 0-88844-286-6.
- (EN) Jan Pieter Nicolaas Land, Anecdota syriaca.
- (EN) Giovanni da Efeso, Storia della Chiesa, III parte. Ospitato su Tertullian.org. Include indicazioni sulla vita individuate in Chronicle of the Jacobite Patriarch, Dionysius.
- (EN) Giovanni Malalas, Cronographia. Ospitato su DocumentaCatholicaOmnia.

### Fonti secondarie
- (EN) Hugh Chisholm (a cura di), John of Asia, in Enciclopedia Britannica, XI, Cambridge University Press, 1911.
- (EN) John of Ephesus, in Catholic Encyclopedia, New York, Encyclopedia Press, 1913. Ospitato anche su newadvent.org.
- (EN) Susan Ashbrook-Harvey, Asceticism and Society in Crisis: John of Ephesus and the "Lives of the Eastern Saints, EScholarship, California Digital Library, 2002 (consultazione parziale).
- (EN) Jan Jacob van Ginkel, John of Ephesus. A Monophysite Historian in Sixth-century Byzantium, Groningen, 1995 (tesi).